# レナト・タピア
レナト・タピア（スペイン語: Renato Tapia Cortijo、1995年7月28日 - ）は、ペルー・リマ出身のサッカー選手。スペイン・プリメーラ・ディビシオン・セルタ・デ・ビーゴ所属。ペルー代表。
ポジションはMFであるが、CBとしてもプレーできる。

## 経歴

### クラブ
リマのストリートでサッカーを始め、9歳でスポルティング・クリスタルのユースに加入。3年後にはエスセル・グランデ (EGB) のフットボールアカデミーに移った。ユース時代にはCBとしてプレーしていたが、プレミアリーグ、特にチェルシーFCのフランク・ランパードのファンであった。
16歳でリヴァプールFCやトッテナム・ホットスパーFCのトレーニングに参加。その後EGBと提携していたFCトゥウェンテでトレーニングに加わるチャンスを得て、即契約をつかんだ。18歳になった2013年7月にトゥウェンテと4年契約でサイン。契約後はエールステ・ディヴィジに所属するBチームのヨングFCトゥウェンテに所属し、2013年9月21日のデ・フラーフスハップ戦ででプロデビューを果たした。2014-15シーズンからはトップチームに昇格し、2014年8月9日のSCカンブール戦で途中出場を果たしトップチームデビューを飾った。その後怪我により3ヶ月の間戦線を離脱したが、2015年1月31日のSCカンブール戦でエールディヴィジ初ゴールを決めた。
2016年1月27日、フェイエノールトへ移籍。契約は2020年までの4年半。移籍金は公表されておらず、推定240～250万ユーロ。
2019年1月14日、ヴィレムIIにシーズン終了までのレンタル移籍。
2020年7月22日、セルタ・デ・ビーゴと2024年までの4年契約を締結した。
2024年8月15日、タピアはレガネスと2年契約を結び、スペインのトップリーグに残留した。

### 代表
世代別代表に選手後、2015年3月31日のベネズエラとの親善試合で代表デビュー。2016年9月6日のワールドカップ予選エクアドル戦で代表初得点を挙げた。

## 代表歴

### 出場大会
- ペルー代表
  - 2018 FIFAワールドカップ

### 試合数
- 国際Aマッチ 87試合 5得点（2015年-）[10]

| ペルー代表 | 国際Aマッチ | 国際Aマッチ |
| 年         | 出場        | 得点        |
| ---------- | ----------- | ----------- |
| 2015       | 6           | 0           |
| 2016       | 12          | 1           |
| 2017       | 9           | 1           |
| 2018       | 11          | 1           |
| 2019       | 15          | 0           |
| 2020       | 3           | 1           |
| 2021       | 14          | 1           |
| 2022       | 7           | 0           |
| 2023       | 7           | 0           |
| 2024       | 3           | 0           |
| 通算       | 87          | 5           |

## エピソード
- 2025年2月23日、プリメーラ・ディビシオン第25節レアル・ソシエダ戦の後半16分、この日1ゴールと活躍していた相手MF久保建英に対しペナルティエリア内で激しいタックルをし、その後に人種差別を含む暴言を放った事が物議を醸した[11]。

## タイトル

### クラブ
フェイエノールト
- KNVBベーカー ： 2015-16, 2017-18
- エールディヴィジ : 2016-17
- ヨハン・クライフ・スハール : 2018